# 1348年
| 千纪： | 2千纪 |
| 世纪： | 13世纪 \| 14世纪 \| 15世纪                                                                                 |
| 年代： | 1310年代 \| 1320年代 \| 1330年代 \| 1340年代 \| 1350年代 \| 1360年代 \| 1370年代                           |
| 年份： | 1343年 \| 1344年 \| 1345年 \| 1346年 \| 1347年 \| 1348年 \| 1349年 \| 1350年 \| 1351年 \| 1352年 \| 1353年 |
| 纪年： | 戊子年（鼠年）；元至正八年；越南紹豐八年；日本南朝正平三年，北朝貞和四年                                   |

## 大事记
- 浙江台州方國珍聚眾起義。
- 黑死病肆虐欧洲。
- 神聖羅馬帝國皇帝兼波希米亞國王查理四世創辦布拉格查理大學。
- 2月4日——四條畷之戰，楠木正行和足利尊氏方的高師直會戰於河內國四條畷，楠木軍大敗，後村上天皇逃到賀名生。

## 出生
- 安德洛尼卡四世（1348年－1385年，37岁），東羅馬帝國皇帝。

## 逝世
- 12月2日——花園天皇，日本第95代天皇
- 虞集